# Sarah S. Richardson
Sarah Richardson (Washington D.C., 1980) is een Amerikaanse wetenschapsfilosoof en geschiedkundige gespecialiseerd in genderstudies.
Richardson is een dochter van Douglas Richardson en Suzanne Rodbell en een kleindochter van biochemicus en Nobelprijswinnaar Martin Rodbell en Barbara Ledermann, een vriendin van Margot Frank. Ze groeide op in Billings in Montana en in Washington D.C. Ze is getrouwd met Rich Olson, een moleculair bioloog verbonden aan de Wesleyan-universiteit, met wie ze twee kinderen heeft.
Richardson studeerde filosofie aan de Columbia-universiteit en verkreeg daar in 2002 haar BA. Daarna studeerde zij geesteswetenschappen aan de Stanford-universiteit waar zij in 2009 haar Ph.D. haalde.
Sinds 2010 doceert zij vrouwenstudies aan de Harvard-universiteit. Zij is gespecialiseerd in de wetenschapsgeschiedenis van geslacht, gender, seksualiteit en voortplanting.
In 2005 begon zij haar onderzoek voor haar proefschrift naar de seksualisering van het Y-chromosoom, wat in 2013 resulteerde in het boek Sex Itself, naar de waarschuwing van Thomas Hunt Morgan uit 1916 dat het chromosoom weliswaar belangrijk was voor de vruchtbaarheid van de man, maar niet allesbepalend was voor het geslacht.
In 2015 redigeerde zij een werk over de periode na de voltooiing van het menselijkgenoomproject, het postgenomische tijdperk.
In 2018 richtte zij het Harvard GenderSci Lab op waarin verschillende disciplines samenwerken op het gebied van geslacht en gender.
In 2021 publiceerde zij een boek waarin zij inging tegen de vermeende genetische invloed van de moeder op het kind tijdens de zwangerschap.

## Publicaties
- 2008: Revisiting Race in a Genomic Age, Rutgers University Press, met Barbara Koenig en Sandra Soo-Jin Lee
- 2013: Sex Itself. The Search for Male and Female in the Human Genome, The University of Chicago Press
- 2015: Postgenomics. Perspectives on Biology After the Genome, Duke University Press, redacteur met Hallam Stevens
- 2021: The Maternal Imprint. The Contested Science of Maternal-Fetal Effects, The University of Chicago Press